# Chang'e 2
Chang'e 2 (chino simplificado: 嫦娥二号; chino tradicional: 嫦娥二號; pinyin: Cháng'é Èr Hào, AFI: [tʂʰɑ̌ŋ.ɤ̌ ɑ̂ɻ xɑ̂ʊ]) es una sonda espacial no tripulada parte del Programa Chino de Exploración Lunar. La primera sonda del programa fue la Chang'e 1 lanzada en 2007. La sonda espacial fue bautizada, como su predecesora, en honor a la diosa China de la luna, Chang'e, que según la leyenda, voló a la Luna, y que cuenta con un cráter lunar bautizado con su nombre.
El lanzamiento de Chang'e-2 se realizó el 1 de octubre de 2010 a las 10:59:57 UTC, desde el Centro Espacial de Xichang usando el cohete Larga Marcha 3C.

## Misión lunar
La nave entró en la órbita lunar con un perigeo de 200 km y un apogeo de 380.000 km, y se separó del cohete portador como estaba previsto. Fue la primera vez que una sonda lunar china entró directamente a la órbita Lunar, sin orbitar la Tierra primeramente.
Después del lanzamiento, Chang'e 2 llegó a su órbita en 4 días y 16 horas. Más tarde, el 9 de octubre de 2010 después de tres frenadas exitosas, la sonda bajó su órbita a 100 km (62 millas), con un periastro de 15 km (9,3 millas), la cual era su órbita pensada de trabajo. El 8 de noviembre de 2010, el gobierno chino anunció el éxito de todos los objetivos de la misión de Chang'e 2, y publicó imágenes de la superficie lunar con una resolución de hasta 1,3 metros (4,3 pies).
En febrero de 2012, el gobierno chino publicó un mapa lunar completo construido a partir de los datos de Chang'e 2, afirmando que era el mapa de mayor resolución de la Luna registrado hasta la fecha. El conjunto de datos completo, incluido el mapa con resoluciones de 7, 20 y 50 m, y el modelo de elevaciones con resoluciones de 20 y 50 m, está disponible para su descarga gratuita desde abril de 2018.

## Misión L2
El 8 de junio de 2011, la Chang'e 2 completó su misión extendida y dejó la órbita lunar hacia el punto de lagrange L2 de la Tierra con el Sol, con el fin de probar la red china de seguimiento y control.
La sonda alcanzó L2 el 25 de agosto de 2011 a las 23:27 hora de Pekín (14:27 UTC) después de un viaje de 77 días, convirtiéndose así en el primer objeto en llegar al punto L2 directamente desde la órbita lunar y viajando más lejos que cualquier sonda espacial china anterior.
Chang'e 2 transmitió su primer lote de datos desde el L2 en septiembre de 2011. Esperando que permaneciera enviando datos desde el punto lagrange hasta finales de 2012.

## 4179 Misión Toutatis

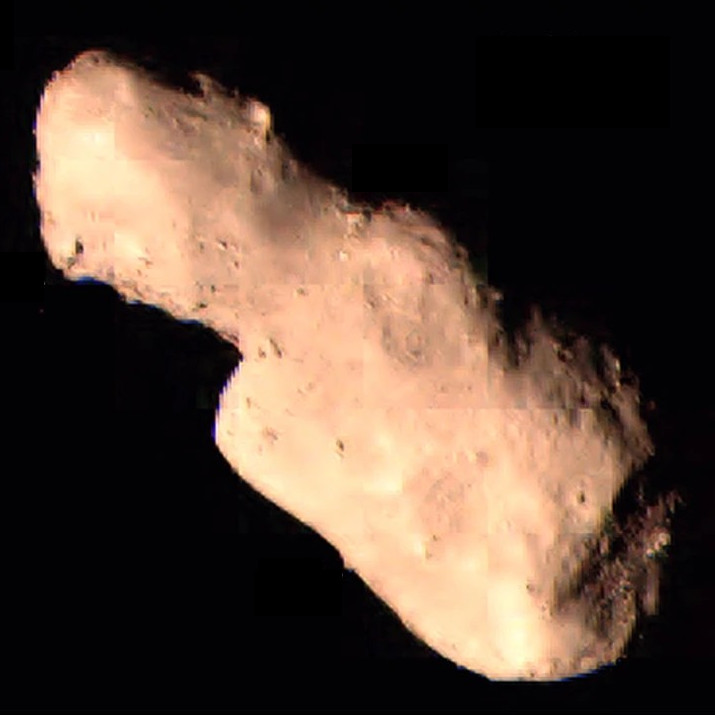
Toutatis fotografiado por Chang'e 2 durante su sobrevuelo

Según el informe de Ouyang Ziyuan a la 16.ª Conferencia de la Academia China de Ciencias, Chang'e 2 partió de L2 el 15 de abril de 2012 y comenzó una misión al asteroide 4179 Toutatis. El sobrevuelo se logró con éxito el 13 de diciembre de 2012 a las 16:30:09 hora de Beijing (08:30:09 GMT). Imágenes de primer plano del asteroide, con una resolución de hasta 10 metros (33 pies). por píxel, se publicaron posteriormente en línea. El sobrevuelo fue la primera vez que una nave espacial no tripulada tomó imágenes del asteroide tan de cerca. Chang'e-2 se acercó a 3,2 kilómetros (2,0 millas) de Toutatis y tomó fotografías del asteroide a una velocidad relativa de 10,73 kilómetros (6,67 millas) por segundo. China se convirtió así en la cuarta agencia espacial en realizar con éxito una misión a un asteroide, después de la NASA, la ESA y la JAXA.

## Viaje al espacio profundo
A partir de 2016, Chang'e 2 alcanzó una distancia de más de 200 millones de kilómetros de la Tierra. Teóricamente, habría tenido suficiente combustible para seguir funcionando hasta una distancia de 300 millones de kilómetros, según la Corporación Aeroespacial de China. Sin embargo, el contacto con la sonda se perdió en 2014 debido al debilitamiento de la intensidad de la señal.
Se estima que Chang'e 2 regresará a las cercanías de la Tierra alrededor de 2027.